# Temple d'Apol·lo (Egina)
El Temple d'Apol·lo (Egina) és un antic temple grec dedicat al déu Apol·lo. Es troba a prop del port de la capital de l'illa grega d'Egina a la ciutat d'Egina, a Grècia. El seu jaciment arqueològic, també conegut com a Kolona (Κολώνα, 'Pilar'), és al nord-oest de l'actual ciutat d'Egina, a prop del port. En ruïnes, el temple ha quedat reduït al basament i conserva una sola columna dòrica incompleta, que va donar nom al cap Kolona i a la rodalia.

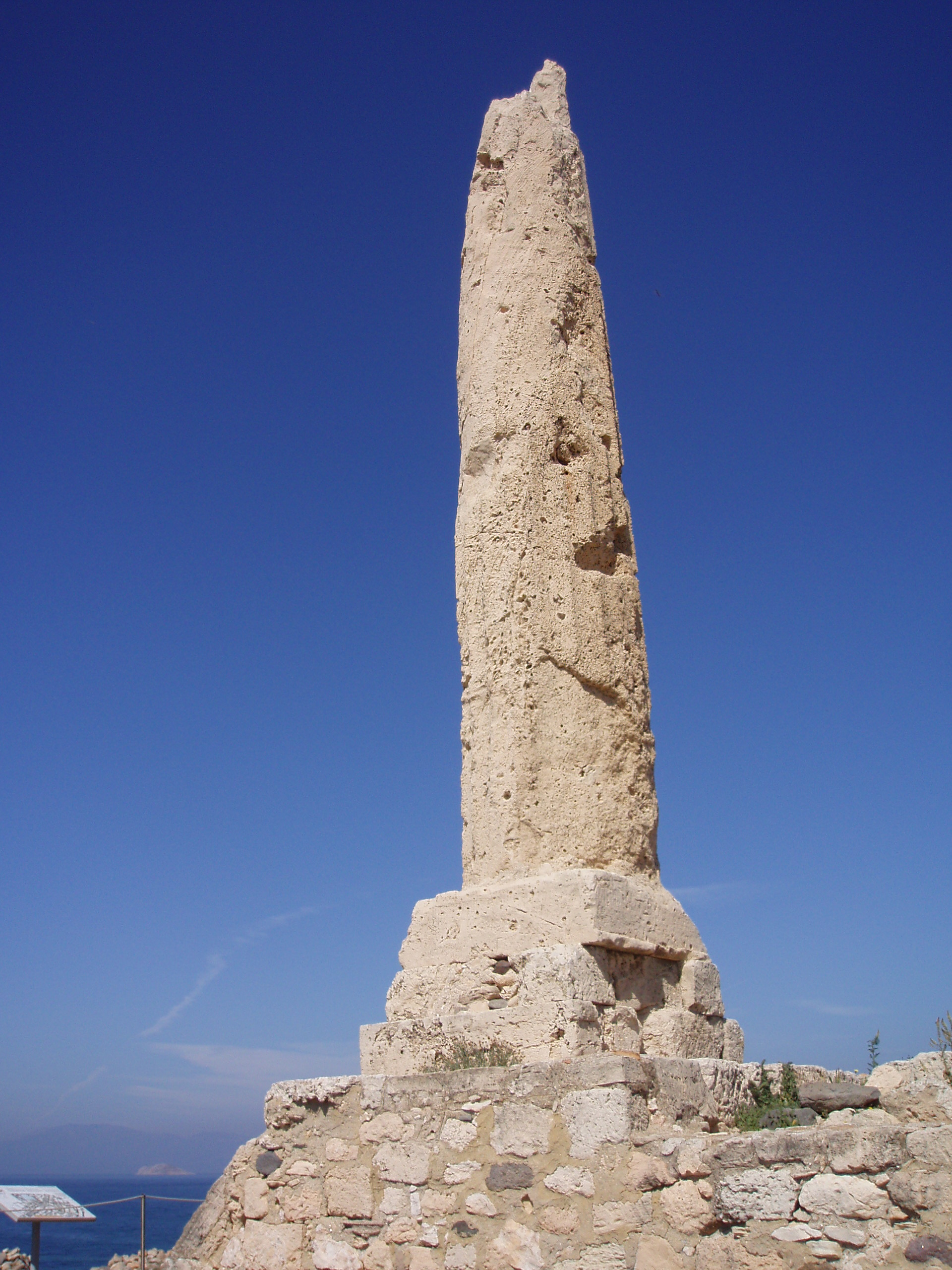
El pilar del temple d'Apol·lo, a Kolona

## Història

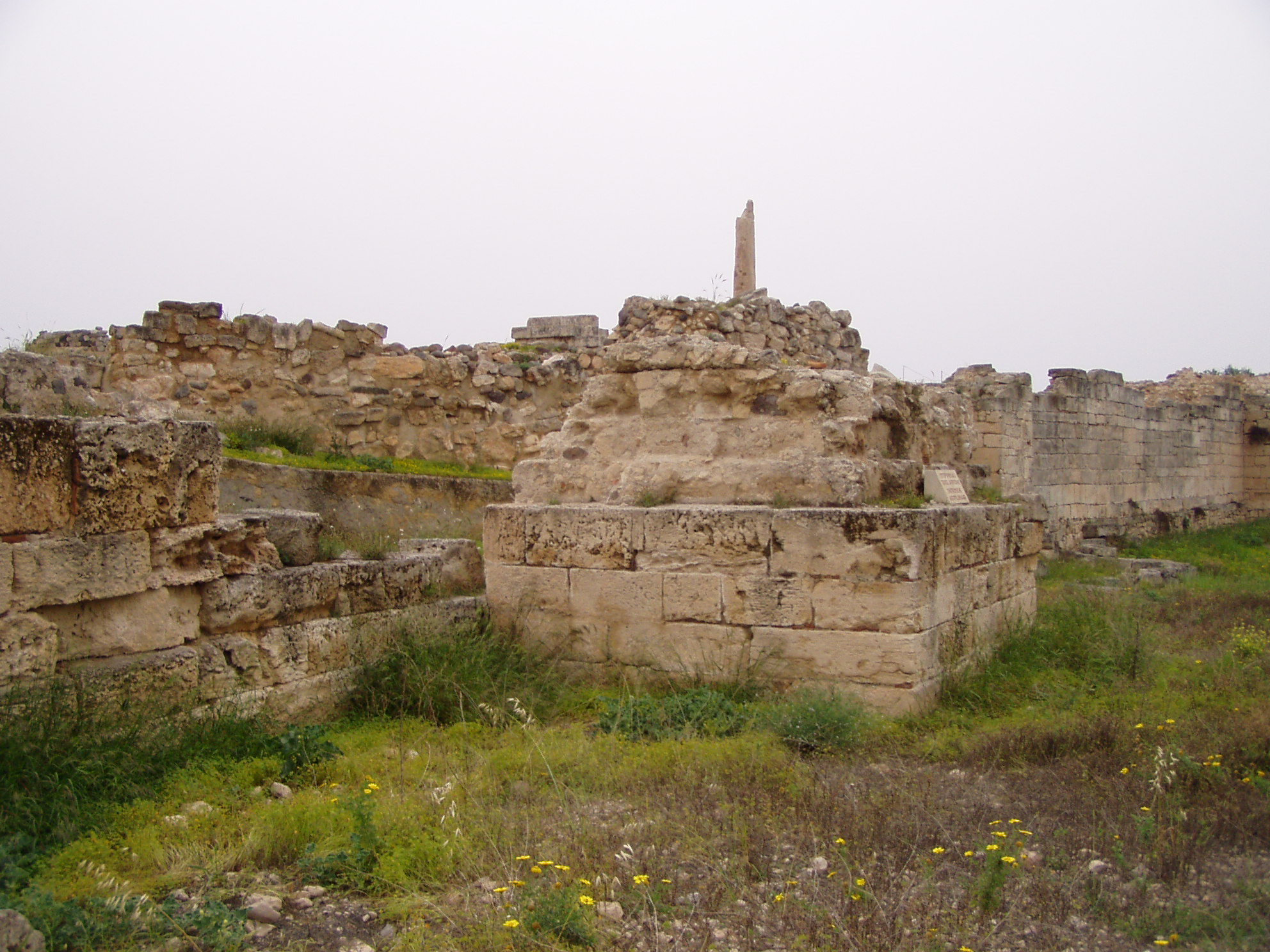
Restes del temple vistes des del nord

El temple és d'època arcaica, del voltant del 520-500 abans de la nostra era. En el mateix lloc ja havia existit algun tipus de santuari primitiu. El temple arcaic estava dedicat a Apol·lo, també anomenat Apol·lo Delfini. En honor al déu, se celebrava una cursa anual en el mes de Delfínion, que consistia a córrer amb càntirs d'aigua. En el període romà l'emplaçament del temple es va fortificar.
El temple s'esmenta molt aviat en la literatura antiga (per Heròdot, entre altres). Pausànias s'hi refereix en la seua descripció de l'illa. («A prop d'un dels ports, el més sovintejat, s'alça un temple d'Afrodita». Pausànias, Descripció de Grècia, 2, 29.) El van seguir altres escriptors de viatges que, per ignorància, atribuïren el temple a altres déus (entre ells Afrodita, Àrtemis, Hècate, Atena). Es desconeix quan fou destruït el temple. El nom del lloc en un mapa de la República de Venècia indica que ja havia estat destruït, i el nom Cap de Conon ha d'entendre's probablement com Cap de la Colona. Durant el període romà d'Orient, abans del segle x, es va construir una cisterna en la naos del temple.

## Descripció
El temple es troba en un turonet de la zona arqueològica de l'antiga ciutat d'Egina. El lloc ha estat l'acròpoli de la fortalesa de la ciutat des del període micènic. És d'estil dòric. Tenia onze columnes en els costats llargs i sis columnes en els curts, amb un total de 30. El temple tenia un pronaos, una naos i un opistòdom. Estava fet de pedra porosa local. Els frontons estaven decorats amb escultures de marbre de Paros, que representaven, entre d'altres, una amazonomàquia. A la banda sud del temple hi havia una estructura de porta, mentre que al costat nord s'han trobat tombes d'època prehistòrica.
Només es conserva un pilar del temple, que li dona el nom actual. La columna formava part de l'opistòdom de la part posterior, i la part que en resta té uns vuit metres d'alçada. La part superior de la columna, inclòs part de l'arquitrau, seguia dempeus al 1765. La segona columna seguia dempeus el 1802, quan va caure en un temporal.
Les restes del temple visibles en l'actualitat pertanyen quasi exclusivament a un edifici perípter dòric, possible successor d'un temple més antic de començaments del segle vi abans de la nostra era. Fou el centre del culte a Apol·lo a l'illa d'Egina i la primera estructura que veia qui entrava al port. Segons la reconstrucció de Wolfgang Wüster, el sostre se sostenia amb columnes de 6 x 11 (possiblement 6 x 12). L'única que se'n conserva pertanyia a l'opistòdom (sala de la part posterior). Els fonaments fan aproximadament 18 x 34 m.

Vestigis dels dos temples d'Apol·lo, al  Museo Arqueològico d'Egina
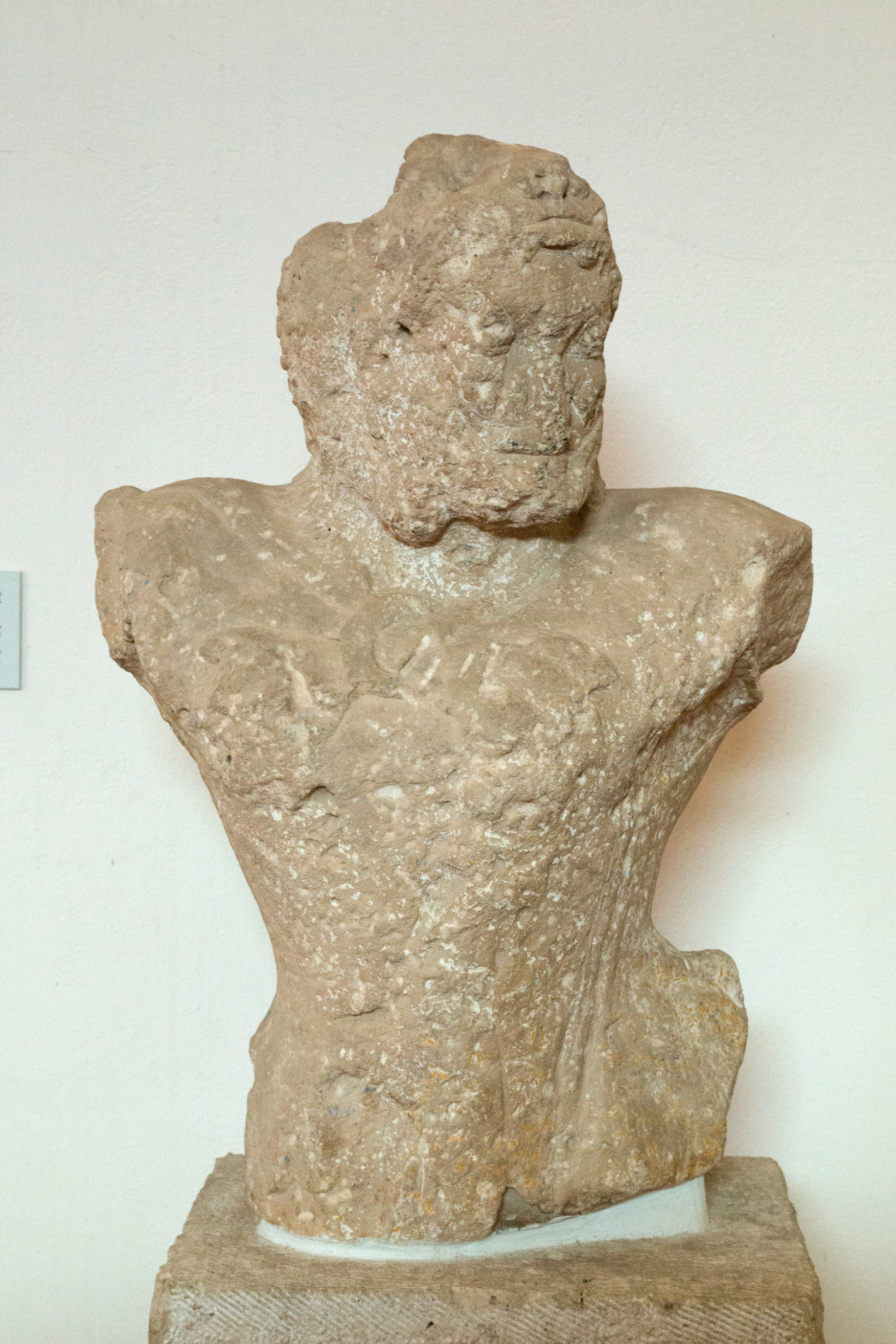
Tors d'una estàtua d'Hèracles, de l'antic Temple d'Apol·lo, 570-560 ae
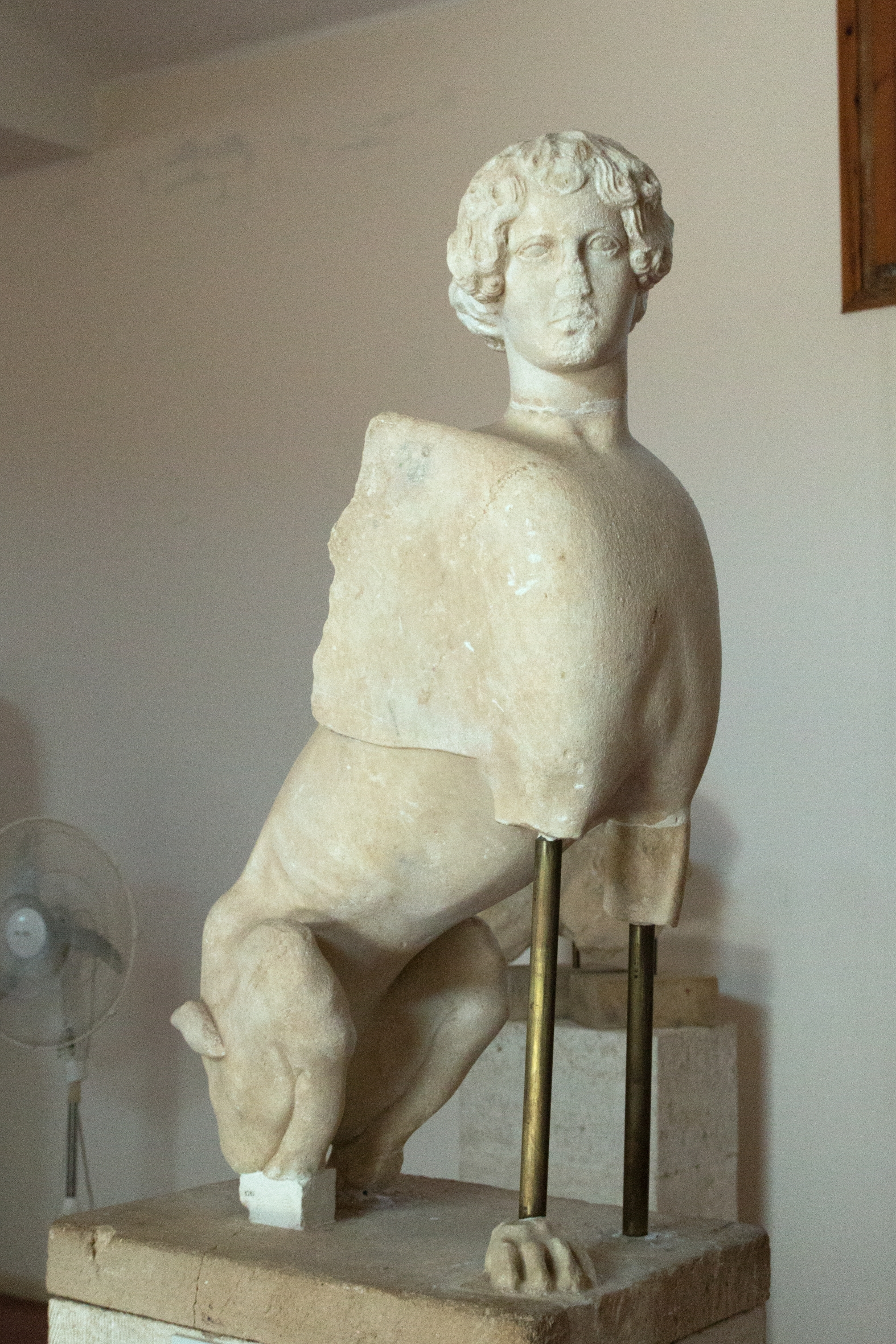
Esfinx del primer classicisme procedent del Temple d'Apol·lo, del 460 ae

El Museu Arqueològic d'Egina és a prop de les ruïnes del temple.

## Exploració

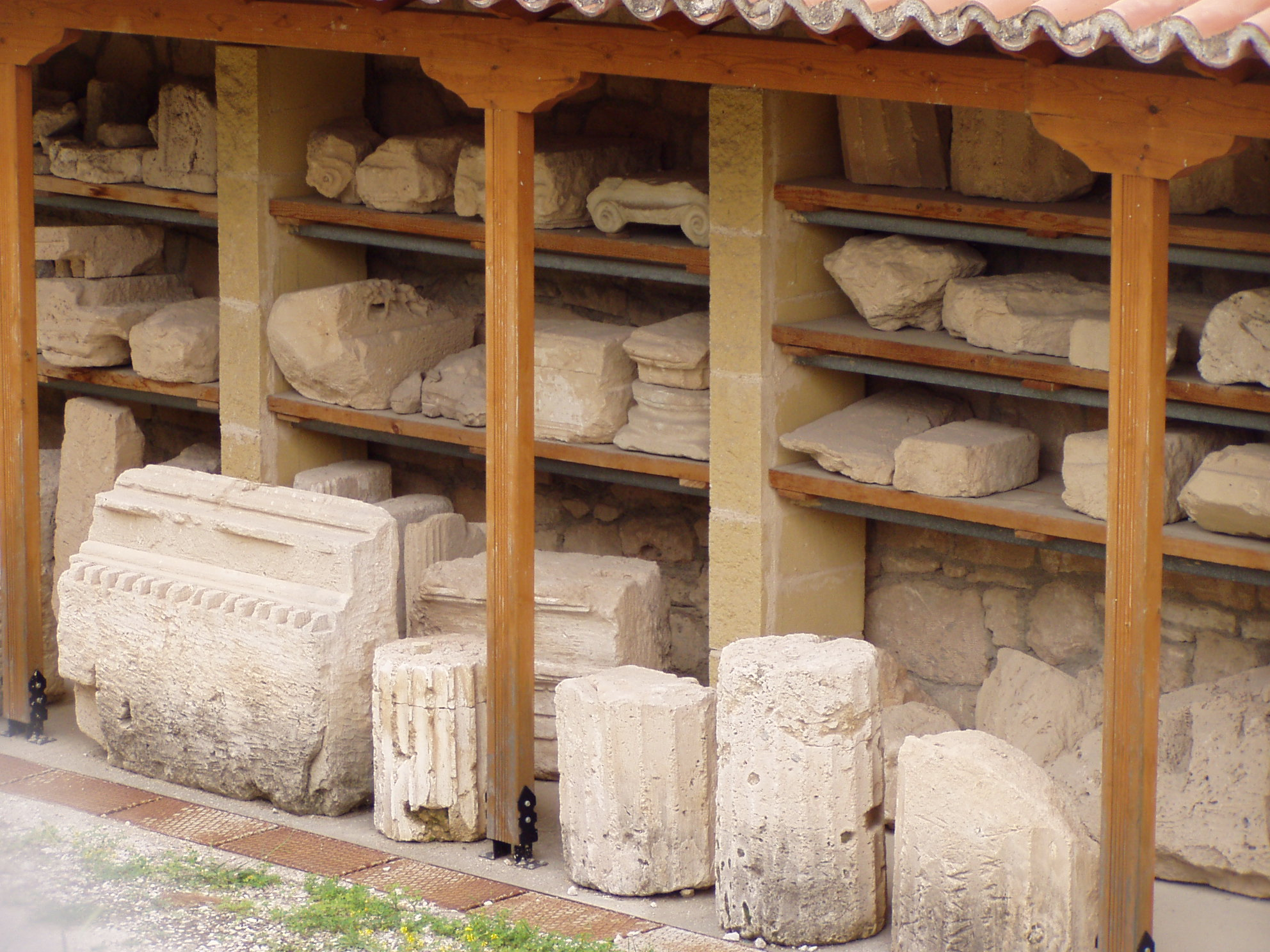
Troballes del barri de Kolona, enfront del museu

El primer arqueòleg que n'estudià les restes fou William Gell. Va visitar Egina entre el 1800 i el 1803 i esmentà les ruïnes del temple en el seu diari de viatge del 1819. Un dibuix a ploma que feu al seu quadern fa palés que l'arquitrau i el capitell de la columna sud ja havien caigut. Edward Dodwell també en descrigué les ruïnes després de ser-hi el 1805. William Martin Leake, que fou a l'illa el 1804 i el 1806, no hi aportà noves dades. Els arquitectes Charles Robert Cockerell i Karl Haller von Hallerstein en feren el primer reconeixement exhaustiu, al 1811.
Otto Magnus von Stakelberg fou el darrer a descriure les dues columnes que romanien dempeus durant els seus viatges (1810-1815). En algun moment abans de desembre del 1817, tota la columna nord es va esfondrar, segurament per un terratrèmol. Durant l'hivern dels 1828-1829, el metge estatunidenc Samuel Gridley Howe causà la destrucció més greu de les restes: per a donar treball i menjar als refugiats de la Guerra d'Independència de Grècia, Howe els va demanar que desmantellassen el que quedava del temple i l'utilitzassen per a construir un nou moll al port  per un salari diari d'una barra de pa per persona. Va començar amb 300 treballadors i va arribar-ne a 700. Al final, només van quedar-ne els fonaments i el darrer tros de columna que restava en peus. Durant aquesta destrucció, de la qual va informar el Chevalier de Scharnhorst el 1829, augmentà la preocupació pels edificis de l'illa. Una expedició francesa inspeccionà sistemàticament els monuments d'Egina el 1829 i va descriure també les restes del Temple d'Apol·lo. Altres descripcions provenen de Ludwig Ross (1832), Leo von Klenze (1834), Edmond About (1852), Adolf Furtwängler i Georg Loeschcke (1878).
Del 1993 ençà, els arqueòlegs austríacs Florens Felten i Stefan Hiller de l'Institut Österreichisches Archäologisches van dur a terme excavacions a Kolona.
El 2024 es van excavar al jaciment, a prop del temple, les restes d'un taller de tint de porpra de l'edat del bronze.